# Benson Manuel Hedilazio
Benson Manuel (Lokeren, 28 maart 1997) is een Belgisch voetballer die doorgaans als flankaanvaller speelt. Manuel speelde sinds 2019 bij het Belgische Royal Antwerp FC. Maar in Augustus 2022 verruilde hij Royal Antwerp FC voor Burnley F.C., waar hij onder de vleugels van trainer Vincent Kompany speelt. 

## Carrière

### Jeugd
Manuel doorliep een groot deel van zijn opleiding in de JMG-Academie in Lier die geleid werd door Jean-Marc Guillou. Hij zat hier samen met Jason Denayer en zijn latere teamgenoten bij Lierse SK Ahmed El Messaoudi en Faysel Kasmi. Benson Manuel is de zoon van voormalig Lokeren-speler Jorge Hedilazio.

### Lierse SK
Manuel stroomde in 2014 door vanuit de jeugdwerking van Lierse SK naar de eerste ploeg, hij debuteerde op 19 april 2014 in de Jupiler Pro League tegen KV Oostende. Hij viel na 63 minuten in voor Ahmed Sayed, bij deze ene invalbeurt bleef het dat seizoen ook. In het seizoen 2014-2015 kreeg hij vaker zijn kans, Manuel kon echter niet verhinderen dat Lierse uit de eerste klasse degradeerde. In het seizoen 2016-2017 plaatste hij zich met Lierse voor play-off 2, hier maakte Manuel een zeer goede indruk en kwam hij ook tot scoren tegen eersteklassers Standard Luik, STVV en Waasland-Beveren.

### KRC Genk
In juni 2017 tekende hij een contract voor 4 jaar bij de Belgische topclub KRC Genk nadat er zeer veel interesse voor hem was. Manuel maakte zijn debuut voor de club meteen op de eerste competitiespeeldag door in de basis te starten in de wedstrijd tegen Waasland-Beveren. Hij wist in zijn eerste seizoen echter nog niet door te breken bij de Limburgse club.
Door een gebrek aan speelgelegenheid bij Genk werd in augustus 2018 bekend dat Manuel voor één seizoen werd uitgeleend aan Royal Excel Moeskroen, de club bedong ook een optie om hem hierna definitief aan te trekken. Hij maakte zijn debuut op 25 augustus in de verloren competitiewedstrijd tegen KAS Eupen, Manuel mocht meteen in de basis starten. Onder de Duitse trainer Bernd Storck vond hij zijn beste vorm terug en groeide hij uit tot een vaste en belangrijk basispion in het Henegouwse elftal.
Nadat zijn uitleenbeurt aan Royal Excel Moeskroen afliep keerde hij terug naar Genk dat ondertussen landskampioen geworden was. Op 21 juli 2019 in de Belgische Supercup tegen bekerwinnaar KV Mechelen, met Manuel de volledige wedstrijd in het veld, wist hij meteen zijn eerste prijs te winnen door een 3-0 overwinning.

### Royal Antwerp FC
Op 2 september 2019 werd hij voorgesteld bij Royal Antwerp FC. Daar tekende hij een contract van 4 seizoenen (+ een optie van 2 verdere jaren). Benson is de duurste speler aller tijden bij Royal Antwerp FC (3 miljoen euro).
Wegens een gebrek aan speelkansen werd hij gedurende de tweede helft van het seizoen 2020/21 uitgeleend aan het Nederlandse PEC Zwolle. Benson kwam hier in 13 competitiewedstrijden in actie.
In de voorbereiding van het seizoen 2021/22 sloot hij terug aan bij het eerste elftal van Antwerp. Hier kreeg hij opnieuw de kans zich te bewijzen onder de nieuwe coach, Brian Priske.

## Statistieken
| Seizoen | Club                    | Land               | Competitie      | Competitie | Competitie | Beker | Beker | Continentaal | Continentaal | Totaal | Totaal |
| Seizoen | Club                    | Land               | Competitie      | Wed.       | Dlp.       | Wed.  | Dlp.  | Wed.         | Dlp.         | Wed.   | Dlp.   |
| ------- | ----------------------- | ------------------ | --------------- | ---------- | ---------- | ----- | ----- | ------------ | ------------ | ------ | ------ |
| 2013/14 | K. Lierse SK            | Vlag van België    | Eerste klasse   | 1          | 0          | —     | —     | —            | —            | 1      | 0      |
| 2014/15 | K. Lierse SK            | Vlag van België    | Eerste klasse   | 11         | 0          | 0     | 0     | —            | —            | 11     | 0      |
| 2015/16 | K. Lierse SK            | Vlag van België    | Tweede klasse   | 21         | 2          | —     | —     | —            | —            | 21     | 2      |
| 2016/17 | K. Lierse SK            | Vlag van België    | Tweede klasse   | 37         | 7          | 1     | 1     | —            | —            | 38     | 8      |
| 2017/18 | KRC Genk                | Vlag van België    | Eerste klasse A | 8          | 0          | 3     | 0     | —            | —            | 11     | 0      |
| 2018/19 | KRC Genk                | Vlag van België    | Eerste klasse A | 0          | 0          | 0     | 0     | 1            | 0            | 1      | 0      |
| 2018/19 | → Royal Excel Moeskroen | Vlag van België    | Eerste klasse A | 26         | 4          | 2     | 2     | —            | —            | 28     | 6      |
| 2019/20 | KRC Genk                | Vlag van België    | Eerste klasse A | 3          | 0          | 1     | 0     | 0            | 0            | 4      | 0      |
| 2019/20 | Royal Antwerp FC        | Vlag van België    | Eerste klasse A | 10         | 0          | 5     | 1     | —            | —            | 15     | 1      |
| 2020/21 | Royal Antwerp FC        | Vlag van België    | Eerste klasse A | 5          | 0          | 0     | 0     | 3            | 1            | 8      | 1      |
| 2020/21 | → PEC Zwolle            | Vlag van Nederland | Eredivisie      | 13         | 0          | —     | —     | —            | —            | 13     | 0      |
| 2021/22 | Royal Antwerp FC        | Vlag van België    | Eerste klasse A | 34         | 5          | 1     | 0     | 7            | 1            | 42     | 6      |
| 2022/23 | Royal Antwerp FC        | Vlag van België    | Eerste klasse A | 1          | 0          | 0     | 0     | 2            | 0            | 4      | 0      |
| 2022/23 | Burnley FC              | Vlag van Engeland  | Championship    | 23         | 8          | 4     | 2     | —            | —            | 27     | 10     |
| TOTAAL  | TOTAAL                  | TOTAAL             | TOTAAL          | 193        | 26         | 17    | 6     | 13           | 2            | 223    | 34     |

Bijgewerkt t/m 13 januari 2023.

## Interlandcarrière
Manuel heeft een Belgische moeder en Angolese vader, hierdoor kan hij voor beide nationale elftallen uitkomen. In september 2014 kwam hij voor het eerst uit voor het Belgisch voetbalelftal onder 19 onder leiding van Gert Verheyen. In maart 2017 werd hij door bondscoach Johan Walem opgeroepen voor de beloftenselectie van België. Manuel maakte zijn debuut op 27 maart 2017 in de EK-kwalificatiewedstrijd tegen Malta, hij mocht na 68 minuten invallen voor Julien Ngoy. Na een afwezigheid van 2 jaar werd Manuel op 15 maart 2019 door Walem opnieuw opgeroepen voor de oefeninterland tegen Denemarken, hij kwam echter niet in actie door een blessure. Manuel zat in de voorselectie voor het EK -21 2019 in Italië en San Marino maar haalde de definitieve selectie echter niet doordat hij op het eind van het seizoen nog niet veel wedstrijdritme had door een vervelende blessure.
| Nationale ploeg | wedstrijden | Goals |
| --------------- | ----------- | ----- |
| België U19      | 2           | 0     |
| België U21      | 2           | 0     |
| Totaal          | 4           | 0     |

## Palmares
| Competitie         |          |          |          |          |
| Competitie         | Aantal   | Jaren    |          |          |
| KRC Genk           | KRC Genk | KRC Genk | KRC Genk | KRC Genk |
| ------------------ | -------- | -------- | -------- | -------- |
| Belgische Supercup | 1x       | 2019     |          |          |
| Antwerp FC         |          |          |          |          |
| Beker van België   | 1×       | 2019/20  |          |          |